# Молодогвардейская улица (Москва)
Молодогварде́йская у́лица (название утверждено 11 августа 1962 года) — улица в Москве, на территории района Кунцево Западного административного округа.

## Описание
Улица начинается из тупика недалеко от Рублёвского шоссе и проходит в направлении с востока на запад до МКАД. Слева примыкают улицы: Молдавская и Боженко; справа — Ельнинская, Ярцевская и Бобруйская; пересекают — Полоцкая и Партизанская.
Нумерация домов начинается от тупиковой части улицы.

## Происхождение названия
Улица начала застраиваться в составе города Кунцево и тогда называлась Молодёжная улица.
После включения Кунцева в состав Москвы в августе 1960 года улица некоторое время сохраняла своё прежнее название, однако 11 августа 1962 года улица была переименована в память о «Молодой гвардии» — объединении советских участников Великой Отечественной войны.
Несмотря на переименование улицы, открывшаяся в 1965 году в её окрестностях станция метро получила название «Молодёжная», что вызывает определённую путаницу, ведь Молодёжная улица расположена совсем в другом районе Москвы.

## Примечательные здания и сооружения
По нечётной стороне:
- № 1, корп. 1 — жилой дом. Здесь жила цирковая артистка, праправнучка императора Николая I Наталья Андросова (1917—1999)[4]
- № 7 — ГПТП «Гранит»
- № 11 к. 1 — Общежитие № 15 ГУ МВД России по г. Москве
- № 11 к. 2 — общежитие Колледжа геодезии и картографии МИИГАиК
- № 13 — Колледж геодезии и картографии МИИГАиК
- № 21, 23, 27 — Инспекция Федеральной налоговой службы № 31 в ЗАО г. Москвы
- № 57 — Завод «АвиаСпецМонтаж»

По чётной стороне:
- № 10 — 25-й ГосНИИ химмотологии Минобороны России
- № 12 — Центр защиты информации и специальной связи ФСБ России
- № 20 — Городская поликлиника № 195, филиал № 3
- № 32 — НИИ развития налоговой системы
- № 40 — Городская поликлиника № 147
- № 54 — ОАО «Кунцевский комбинат железобетонных изделий № 9»
- № 58 — ОАО «Совтрансавто-Москва»

## Транспорт

### Ближайшие станции метро
- Кунцевская
- Кунцевская
- Молодёжная

### Железнодорожный транспорт
- Кунцевская
- Рабочий Посёлок
- Сетунь

### Наземный транспорт
По улице проходят маршруты автобусов:
| 73:  | Крылатское • Кунцевская • Пионерская • Филёвский парк (→) • Мнёвники                                                                        |
| 135: | Парк Победы • Багратионовская • Филёвский парк • Пионерская • Кунцевская (←) • Кунцевская • Молодёжная • Улица Академика Павлова            |
| 236: | Матвеевское • Матвеевская • Давыдково • Кунцевская • Кунцевская • Молодогвардейская улица — МКАД                                            |
| 464: | Молодогвардейская улица — МКАД • Молодёжная • Кунцевская • Кунцевская • Славянский бульвар • Минская • Ломоносовский проспект • Университет |
| 660: | Молодёжная • Кардиоцентр |
| 757: | Молодёжная • Рабочий Посёлок |

«→» — остановки проходятся только при движении в прямом направлении; «←» — остановки проходятся только при движении в обратном направлении.

## Реконструкция улицы
В рамках строительства 4 участка Северо-Западной хорды планируется строительство нового тоннеля на Молодогвардейской улице под перекрестком с улицами Ярцевской и Боженко.

## Зоны отдыха
На Молодогвардейской улице напротив дома 28 корпус 1 находится небольшой сквер, на территории которого был установлен памятный камень в честь участников подпольной антифашистской организации «Молодая гвардия». 13 марта 2024 года в сквере открыт памятник героям-молодогвардейцам скульптора Михаила Баскакова. В 2019 году сквер вошёл в программу городского благоустройства «Мой район». В результате работ в сквере был обустроен новый фонтан, крытая эстрада, стенды с рассказом о подвиге молодогвардейцев. Памятный камень в честь героев Великой Отечественной войны подняли на специальный постамент.